# Благодать (фильм)
«Благодать» — российский документальный фильм режиссёра Виталия Манского, снятый в 1995 году.

## Сюжет
Действие происходит на фоне скудного быта пришедшей в упадок русской деревни, где остались несколько женщин и пожилой мужчина-алкоголик. Здесь живут две старухи, младшая из которых, Прасковья, всю свою жизнь посвятила своей старшей сестре Марии, которая в раннем детстве перестала расти. Единственная молодая женщина в деревне ждёт ребёнка: все полагают, что от ангела.

## Награды
- 1995 — Номинация на приз Киноакадемии «Ника—95» в категории «лучший неигровой фильм»;
- 1996 — Приз за лучший короткометражный фильм, приз зрительского жюри, приз юных зрителей МКФ в Ньоне (Швейцария);
- 1996 — Специальный приз за лучшую режиссуру КФ в Вентспилсе (Латвия);
- 1996 — Диплом КФ в Пярну—96 (Эстония);
- 1996 — Приз жюри, приз медиа-жюри, приз экуменического жюри МКФ неигрового и анимационного кино в Лейпциге (Leipzig DOK Festival);
- 1997 — «Золотой шпиль» МКФ в Сан-Франциско